# Iulia Livilla
Claudia Iulia Livilla, vagy idősebb Iulia Livilla (Kr. e. 13 körül – Kr. u. 31) Nero Claudius Drusus római hadvezér és az Ifjabb Antonia egyetlen leánya, Livia császárné unokája, Germanicus és Claudius testvére, Agrippa és Tiberius menye, illetve Caligula, Agrippina Minor és Britannicus nagynénje volt. A Iulius–Claudius dinasztiában betöltött legfontosabb szerepe az volt, hogy potenciális feleségjelöltként a dinasztiaépítés eszköze volt.
Kétszer házasították meg. Első férje (Kr. e. 1–Kr. u. 4.) Augustus unokája, a korán elhunyt Caius Caesar volt, második alkalommal pedig saját unokatestvére, Tiberius fia, Drusus Julius Caesar lett az ura. Nem sokkal a menyegző után megszületett lánya, Claudia Iulia. 19-ben ikreknek adott életet: Tiberius és Germanicus Gemellus közül csak Tiberius élte túl a csecsemőkort. Ekkoriban csábíthatta el Lucius Aelius Seianust, Tiberius praefectus praetorióját, aki a császári trónra aspirált. Ennek azonban útjában állt Tiberius törvényes örököse, Drusus, akit végül Livilla közreműködésével megmérgeztek 23-ban. A haláleset olyannyira természetesnek tűnt, hogy nem is keltett gyanút. Ennek ellenére a császár elutasította Seianust, amikor néhány év múlva megkérte Livilla kezét. A Rómát rettegésben tartó teljhatalmú praefectus tudta, hogy pozícióját csak úgy erősítheti meg, ha beházasodik a császári családba. Új kiszemelt jelöltje így Livilla után a lánya, Claudia Iulia lett – ez annyira feldühítette Livillát, hogy Suetonius szerint megfenyegette saját lányát azzal, hogy megmérgezi.
31-ben Livilla és Seianus összeesküvését az előbbi anyja, Antonia elárulta Tiberiusnak. Seianust kivégeztették, amit híveinek és rokonainak lemészárlása követett. Seianus korábbi felesége, Apicata öngyilkos lett, amikor megtudta, hogy a népharag áldozatául esett két gyermekük is. Mielőtt azonban végzett volna magával, feltárta Tiberiusnak Drusus halálának körülményeit. Livillát a családi szégyen elkerülése végett nem nyilvánosan végezték ki, hanem Antonia kezébe adták. A matróna szobájába zárta és halálra éheztette lányát.